# Омар Калабрезе
Омар Калабрезе (на италиански: Omar Calabrese, р. 2 юни 1949 г. – п. 31 март 2012 г.) е италиански семиотик.

## Биография[1]
Омар Калабрезе завършва съвременно литературознание (1971), след което преподава семиотика на изкуството в Болонския университет. Гост-професор е във Висшето училище за социални науки в Париж и Университета на Билбао, Автономния университет на Барселона, Университета на Орхус, Йейл, Харвард, Техническия университет в Берлин, Националния университет на Колумбия в Богота, Университета на Буенос Айрес, Цюрихския университет, Аристотелевия университет в Солун, Университета в Манхайм, Лисабонския университет, Букурещкия университет. Професор по семиотика на пресата в Сиенския университет и Свободния университет за езици и комуникации (IULM) в Милано.
Обществените длъжности, които заема през живота си, са на общински съветник в Болоня, съветник по въпросите на културата на община Сиена, съветник на министър на печата и комуникациите на Република Италия, президент на Тосканската регионална медиатека.
Проф. Калабрезе е вицепрезидент (1983 – 87) и президент (1992 – 96) на Италианската асоциация за семиотични изследвания, секретар на Международната асоциация по семиотика на пространството (на френски: Association Internationale de Sémiotique de l’Espace) (1988 – 1990) и член на Научния съвет на Международната асоциация по семиотика на образа (на френски: Association Intérnationale de Sémiotique de l’Image) (от 1989).
Работи като редактор в списанията Alfabeta (главен редактор – 1981 – 1989), Rivista illustrata della comunicazione, и Metafore (главен редактор – 1984 – 1985). Член е на редколегиите на различни научни списания, сред които на Word & Image (Taylor & Francis, London; 1987 – 1996), Casabella (1977 – 1981), Athanor (от 1989), Viceversa, Estudios semioticos, Versus – Quaderni di studi semiotici (от 1975). Той е един от основателите на списание Carte semiotiche, чийто главен редактор е от основаването му през 1984 г. Главен редактор и на Guide Guaraldi (1976 – 1979).
Отговорен редактор на поредицата Teoria della cultura на издателство Esculapio (1990 – 1998).
Като журналист сътрудничи на вестниците Кориере дела сера, Ел Паис, Ла Република, Унита и на списание Панорама.
Добива име на телевизионен критик и водещ на телевизионни предавания в италианските РАИ и Медиасет, както и в испанската TVE.
Той е куратор на културния отдел на италианското представяне на Световните изложения във Ванкувър, Бризбейн, Севиля, Генуа и Хановер.
Книгите му са преведени на повече от десет езика.
През 2010 г. печели наградата „Берние“ на Френската академия за най-добра книга в областта на изобразителните изкуства, излязла през годината (L'art du trompe-l'oeil).
Страдайки в продължение на години от тежка форма на диабет, Омар Калабрезе умира късно вечерта в събота, 31 март 2012 г. на възраст 62 години.

## По-важни произведения
- Semiotica della pittura (Семиотика на живописта), Il Saggiatore, Milano, 1981.
- Il linguaggio dell'arte (Езикът на изобразителното изкуство), Bompiani, Milano, 1984.
- La macchina della pittura (Машината на живописта), Laterza, Bari, 1985.
- Piero teorico dell'arte (Пиеро като теоретик на изобразителното изкуство), Gangemi, Roma, 1986.
- L'età neobarocca (Епохата на необарока), Laterza, Bari, 1987; англ. изд., Neo-Baroque: a Sign of the Times, Princeton University Press, Princeton, NJ, 1992.
- Caos e bellezza (Хаос и красота), Domus Academy, Milano, 1991.
- Mille di questi anni (Хиляда и колкото години), Laterza, Bari, 1991.
- Breve storia della semiotica (Кратка история на семиотиката), Feltrinelli, Milano, 2001.
- BizzarraMente (Екстравагатният ум), в съавторство с Маурицио Бетини, Feltrinelli, Milan, 2002
- L'art de l'autoportrait (Изкуството на автопортрета), Citadelles&Mazenod, Paris 2006; итал. изд., L'arte dell'autoritratto. Storia e teoria di un genere pittorico, La Casa Usher, Firenze 2010; англ. изд., Artists’ Self-Portraits, Abbeville Press Publishers, New York, 2006.
- Come si legge un'opera d'arte (Как да прочетем едно произведение на изобразителното изкуство), Mondadori Università, Milano 2007.
- L'art du trompe-l'oeil (Изкуството на trompe-l’oeil), Citadelles&Mazenod, Paris 2010; итал. изд., L'arte del trompe-l'oeil, Jaca Book, Milano 2011.